# Worcestershiresaus

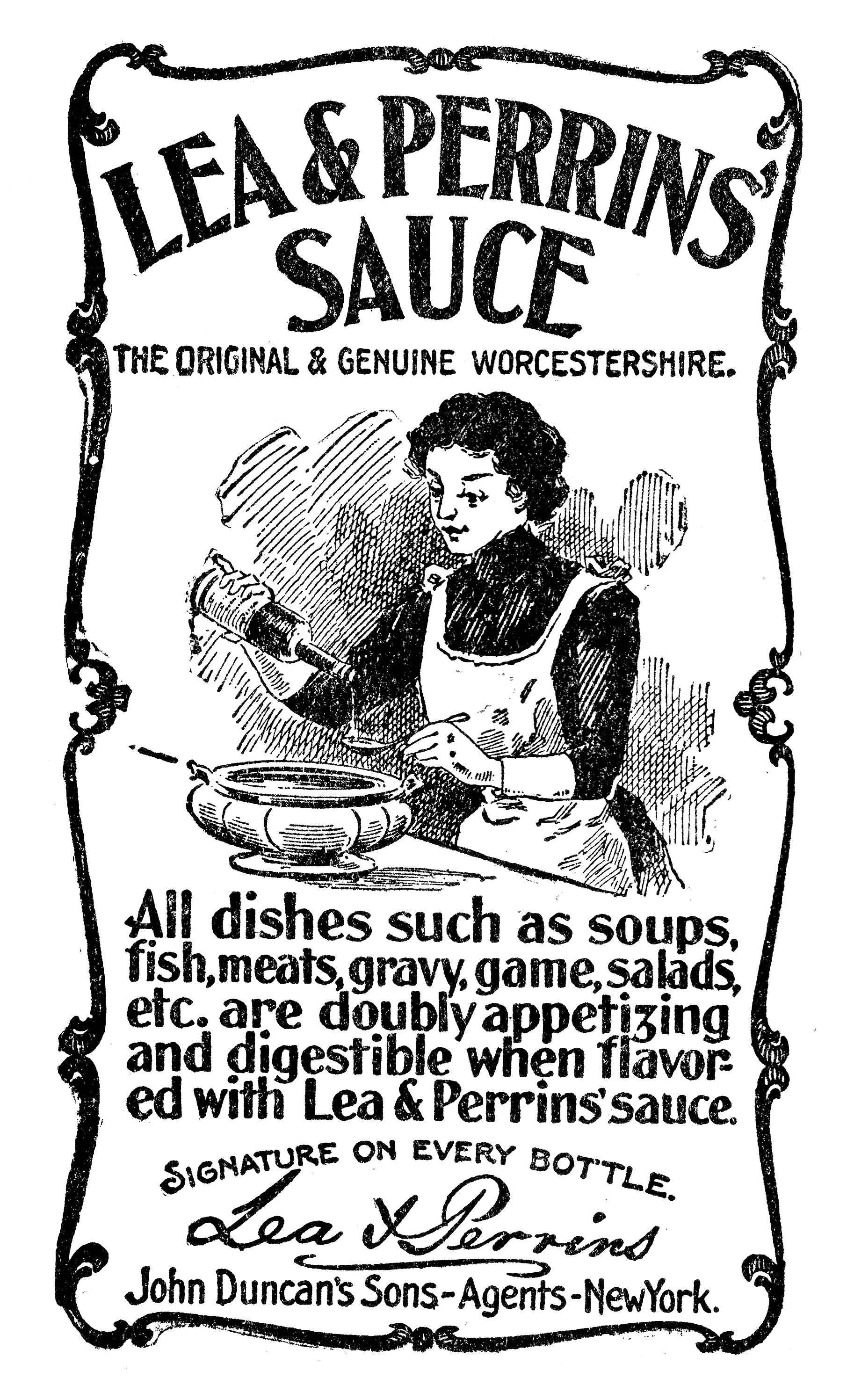
Amerikaanse advertentie uit 1900 voor Lea & Perrins worcestersaus

Worcestershiresaus (IPA [ˈwʊstə(r)]ⓘ) of kortweg Worcestersaus een saus voor gebruik in de keuken of tijdens de maaltijd. Het is een gefermenteerde vloeistof gemaakt met moutazijn, alcoholazijn, melasse, maissiroop, water, chilipepers, sojasaus, peper, tamarinde, ansjovis, uien, sjalotten, kruidnagels en knoflook.
De saus wordt geproduceerd door het bedrijf LEA & PERRINS in het Engelse graafschap Worcestershire en heet in het Engels dan ook "Worcestershire Sauce". Ook in het Engels wordt deze in de spreektaal vaak afgekort tot "Worcestersauce".
De naam is niet beschermd omdat zowel "Worcester" als "Worcestershire" geografische aanduidingen zijn. De originele Engelse Lea & Perrins is herkenbaar aan het "MADE IN WORCESTER ENGLAND" op het etiket. 
De saus wordt als smaakmaker gebruikt in gekookte en ongekookte gerechten, vooral bij rundvlees. In de Filipijnse keuken wordt hij vaak gebruikt als marinade, vooral bij varkensvlees. Het is een belangrijk ingrediënt in caesarsalade, filet americain, carpaccio en in de cocktail bloody mary.

## Andere versies van de saus
Omdat de naam van de saus niet beschermd is, staat het iedereen vrij een eigen versie op de markt te brengen. In de Nederlandse supermarkten is vrijwel uitsluitend de originele Engelse versie te koop. Een van de belangrijkste redenen hiervoor is dat het prijsverschil met andere versies dermate klein is dat de consument kiest voor 'het origineel'.
Voor grootverbruikers brengt in Nederland o.a. de firma Van Beekum Specerijen een eigen versie op de markt.
In bijvoorbeeld de Verenigde Staten van Amerika moet de originele saus geïmporteerd worden. Daarom is naast andere merken o.a. "Heinz Worcestershiresauce" ook een "Lea & Perrins" versie te koop die in het land zelf geproduceerd worden. Deze zijn hierdoor aanzienlijk goedkoper. 

### Verschil VK en USA  Lea & Perrins
De Britse en Amerikaanse recepten van Lea & Perrins Worcestershiresaus verschillen enigszins: het Britse recept gebruikt moutazijn, terwijl de Amerikaanse versie gedestilleerde witte azijn gebruikt . Bovendien werd in de Amerikaanse versie tot 2011 fructose-glucosestroop gebruikt, waarna om gezondheidsredenen werd overgestapt op suiker. De Britse versie heeft altijd suiker gebruikt.